# Quintus Lutatius Cerco
Quintus Lutatius Cerco († 236 v. Chr.) war ein römischer Plebejer aus der gens der Lutatier, die in die Nobilität aufgestiegen waren. Er bekleidete 241 v. Chr. mit seinem Amtskollegen Aulus Manlius Torquatus Atticus das Consulat in der Römischen Republik.

## Leben
Der Konsul aus dem Vorjahr, Gaius Lutatius Catulus, war der ältere Bruder des Quintus Lutatius Cerco und hatte nach der siegreichen Schlacht bei den Ägatischen Inseln mit den unterlegenen Puniern einen vorläufigen Friedensvertrag mit Rom ausgehandelt. Der Präliminarvertrag wurde erst durch das Hinzufügen weiterer Bedingungen von den Römern angenommen. Hierzu hatte der Senat eine Zehnerkommission nach Karthago entsandt, die unter der Leitung des Konsuls Quintus Lutatius Cerco die Friedensverhandlung zum Abschluss führte und den ersten punischen Krieg beendete.
Kurz darauf, noch im Amtsjahr 241 v. Chr., kam es zu einem bewaffneten Aufstand der Falisker. Der Widerstand des Volksstamms sabinischer Herkunft wurde von den beiden Konsuln innerhalb von nur sechs Tagen mit brachialer Gewalt gebrochen. Quintus Lutatius Cerco gelobte wohl nach dem abgehaltenen Triumph, der römischen Göttin Iuturna einen Tempel zu weihen.
Durch den Sieg über Karthago wurde Sizilien die erste römische Provinz. Quintus Lutatius Cerco wurde mit der Aufgabe betraut, dort die Verhältnisse zu ordnen, um vermutlich eine Verwaltung aufzubauen. Im Jahr 236 v. Chr., in dem er die Censur angetreten hatte, verstarb er noch im Amt.